# Forte de São João do Estreito
O Forte de São João do Estreito localizava-se pelo lado do continente, no estreito do canal da ilha de Santa Catarina (atual bairro do Estreito, na cidade de Florianópolis), no litoral do estado de Santa Catarina, no Brasil.

## História
Remonta a uma bateria de faxina erguida a partir de 1793 pelo governador da Capitania de Santa Catarina, João Alberto Miranda Ribeiro, com risco do Sargento-mor Joaquim Correia da Serra, artilhada com seis peças (SOUZA, 1885:124). Destinava-se a, pelo lado do continente, cruzar fogos com o Forte de Santana do Estreito, na ponta do estreito na ilha de Santa Catarina (BOITEUX, 1920). COELHO (1856), seguido por PAIVA (1873), informa que o governador da Capitania, Tenente-coronel João Alberto de Miranda Ribeiro (1793-1800), devido "à fermentação bélica na Europa", fez construir entrincheiramentos na praia do forte de São João da terra firme. Os autores concordam que um forte no local foi erguido a partir de 1793, em faxina e terra, com risco do Sargento-mór Engenheiro Joaquim Correia de Lacerda (COELHO, 1856) ou Joaquim Correia Serra (BOITEUX, 1920). O viajante escocês James George Semple Lisle, de passagem pela vila do Desterro em 1797, informa que este forte se encontrava em construção, tendo sido apresentado ao Major de Engenheiros Joaquim Correia da Serra.
Segundo SOUZA (1981), o Forte de São João do Estreito, possuía um portão abobadado, exposto completamente aos fogos que partiam do canal. À direita localizava-se a bateria, em ângulo saliente, e à esquerda, uma muralha de alvenaria disposta estéticamente, mas primando pela falta de solidez. Sua artilharia, seis peças de bronze, provinha da Fortaleza de Santa Cruz de Anhatomirim, sendo elevada, em 1837, no contexto da Revolução Farroupilha (1835-1845), a onze peças de bronze. Ainda em 1837, foi realizado um orçamento a cargo do Capitão-major do Corpo de Engenheiros, Patrício Antônio de Sepúlveda Everard, para a reedificação dos edifícios e muralhas da fortificação que estavam inteiramente arruinados. Segundo o relator, o forte deveria ser restaurado devido a sua posição estratégica, e todos os edifícios teriam que ser reparados, sendo que a parte mais conservada era a Casa da Pólvora. Em 1850, o mesmo Engenheiro informou ainda: "O quartel da tropa do extinto Forte de São João deste lado do estreito está quase a abater, achando-se o pilar do lado sul, seguro somente por um palmo de alicerce, convém apeá-lo com a maior brevidade para se lhe aproveitar a telha e mais alguns materiais" (SOUZA, 1981).
No contexto da Questão Christie (1862-1865), em 1864, o Governo Imperial projetou para esse local uma nova fortificação, que nunca chegou a ser executada. Posteriormente foi utilizado como depósito de pólvora, sendo então demolida a sua bateria (SOUZA, 1885:124). Arruinado, foi abandonado na segunda metade do século XIX, tendo em vista o relato das reformas que requeria já nesta época. Os remanescentes da fortificação terminaram por ser demolidos ou soterrados no início do século XX, por volta de 1922-1923, em decorrência das obras da construção da Ponte Hercílio Luz, que lhe exigiram o local estratégico.
Atualmente, aos pés da cabeceira continental da ponte, semi-soterrados, à esquerda do acesso, restam apenas os vestígios de um túnel de acesso, em alvenaria de pedra e cobertura em abóbada de tijolos, que pertenceu ao antigo Forte de São João.